# John Maddox Roberts
Pour les articles homonymes, voir Roberts.
Cet article possède un paronyme, voir John Roberts.
John Maddox Roberts, né le 25 juin 1947 dans l'Ohio et mort le 23 mai 2024 à Estancia au Nouveau-Mexique, est un écrivain américain, auteur de roman policier, de fantasy, de science-fiction et de roman historique.

## Biographie
De 1967 à 1970, il est militaire et participe à la guerre du Viêt Nam avant de rejoindre les forces spéciales américaines.
À son retour à la vie civile, Roberts décide de devenir écrivain et, en 1977, il publie son premier roman intitulé The Strayed Sheep of Charun.
En 1989, il commence une série de romans historiques SPQR (en), située dans la Rome antique. 
En parallèle, à partir de 1994, il fait paraître A Typical American Town, premier volume d'une série consacrée au détective privé Gabe Treloar. Dans le deuxième ouvrage de la série, Les Fantômes de Saïgon (Ghosts of Saigon), il utilise ses souvenirs du Viêt Nam pour alimenter le récit. 
Auteur prolifique, il amorce en 2002 une nouvelle série Hannibal's Children (en) qui se déroule elle aussi dans la Rome antique après la deuxième guerre punique.

## Œuvre

### Romans signés John Maddox Roberts

#### SérieCingulum
- The Cingulum (1985)
- Cloak of Illusion (1985)
- The Sword, The Jewel, and The Mirror (1988)

#### SérieIsland Worlds
- Act of God (1985) (coécrit avec Eric Kotani)
- The Island Worlds (1987) (coécrit avec Eric Kotani)
- Between The Stars (1988) (coécrit avec Eric Kotani)
- Delta Pavonis (1990) (coécrit avec Eric Kotani)

#### SérieConan
- Conan the Valorous (en) (1985)
  - Conan le valeureux, J'ai lu no 3950 (1985)
- Conan the Champion (en) (1987)
  - Conan le champion, collection Conan no 5 Fleuve noir (1993)
- Conan the Marauder (en) (1988)
  - Conan le maraudeur, collection Conan no 16 Fleuve noir (1995)
- Conan the Bold (en) (1989)
  - Conan l'audacieux, collection Conan no 8 Fleuve noir (1994)
- Conan the Rogue (en) (1991)
  - Conan l'arnaqueur, collection Conan no 14 Fleuve noir (1994)
- Conan and the Manhunters (en) (1994)
- Conan and the Treasure of Python (en) (1994)
- Conan and the Amazon (en) (1995)

#### SérieDragonlance
- Murder in Tarsis (1996)
  - Crime à Tarsis, collection Lance dragon no 41 Fleuve noir (2001)

#### SérieGabe Treloar
- A Typical American Town (1994)
- Ghosts of Saigon (1996)
  - Les Fantômes de Saïgon, Série noire no 2638 (2002), réédition Folio policier no 674 (2012)  (ISBN 978-2-07-044420-5)
- Desperate Highways (1997)

#### SérieSpace Angel
- Space Angel (1979)
- Spacer: Window of the Mind (1988)

#### SérieSPQR
- SPQR (1990) (autre titre SPQR I: The King's Gambit)
  - SPQR, J'ai lu no 3530 (1993), réédition sous le titre Échec au Sénat, 10/18. Grands détectives no 3782 (2005)
- The Catiline Conspiracy (1991)
  - La République en péril, 10/18. Grands détectives no 3783 (2005)
- The Sacrilege (1992)
  - Sacrilège à Rome, 10/18. Grands détectives no 3809 (2006)
- The Temple of the Muses (1999)
  - Le Temple des muses, 10/18. Grands détectives no 3967 (2006)
- Saturnalia (1999)
  - Saturnalia, 10/18. Grands détectives no 4067 (2007)
- Nobody Loves A Centurion (2001)
- The Tribune's Curse (2003)
- The River God's Vengeance (2004)
- The Princess and the Pirates (2005)
- A Point of Law (2006)
- Under Vesuvius (2007)
- Oracle of the Dead (2008)
- The Year of Confusion (2010)

#### SérieStormlands
- The Islander  (1990)
- The Black Shields (1991)
- The Poisoned Lands (1992)
- The Steel Kings (1993)
- Queens of Land and Sea  (1994)

#### SérieHannibal
- Hannibal's Children (en) (2002)
- The Seven Hills (en) (2005)

#### Autres romans
- The Strayed Sheep of Charun (1977)
- Cestus Dei (1983)
- King of the Wood (1983)
- The Enigma Variations (1989)
- Legacy of Prometheus (2000)
- Total Recall 2070: Machine Dreams (2000)

### Romans signés Mark Ramsay

#### SérieFalcon
- The Falcon Strikes
- The Black Pope
- The Bloody Cross (1982)
- The King's Treasure (1983)